# Tony Cartano
Tony Cartano, né à Bayonne le 27 juillet 1944, est un écrivain et éditeur français.

## Carrière
Tony Cartano a été journaliste littéraire. Il a notamment travaillé pour La Quinzaine littéraire, Les Nouvelles littéraires et Le Nouveau Magazine littéraire.
Il a été le directeur littéraire des Presses de la Renaissance à partir de 1977 ; puis directeur du département « Étranger » aux éditions Albin Michel de 1995 à 2009.

## Publications
- Le Conquistador, 1973.
- La Purification, 1974.
- Le Danseur mondain, 1976.
- Dictionnaire de littérature française contemporaine (en collaboration avec Claude Bonnefoy et Daniel Oster), 1977.
- Malcolm Lowry, 1979[2].
- Le Singe hurleur, éd. Buchet-Chastel, 1979  (ISBN 978-2702014325)[3].
- Blackbird, éd. Buchet-Chastel, 1980.
- Opéra, 1981.
- Bocanegra, éd. Grasset, 1984.
- Le Bel Arturo, 1989.
- En attendant Gallagher, éd. Grasset, 1995.
- Un dernier soir avant la fin du monde, 1998.
- Milonga, éd. Albin Michel, 2004.
- Des gifles au vinaigre, éd. Albin-Michel, 2010.